# ファーストクラスニートましろ
『ファーストクラスニートましろ』は、えきあによる日本の4コマ漫画作品。『まんがライフ』（竹書房）にて、2016年6月号から10月号、2016年12月号から2017年2月号まで短期集中連載を経て、2017年7月号から2019年2月号まで連載された。
本作の内容は同作者によりコミックマーケット87で発表された同人誌「ぎじんか速報2」（2014年12月30日発行）を原案としており、その原案をストーリー形式から4コマ形式に改めたリメイク版に当たる。当初「ぎじんか速報2」での題名は「ふわふわニートケーキ」であり、連載版である本作も持ち込みの段階での題名は「あまあまニートケーキ」だった。また、「ぎじんか速報2」ではロールケーキの擬人化漫画として描かれていたが、連載版の本作ではそのようには描かれていない。作者が「読者を意識してギャグで笑わせるという明確な目的にやりがいを感じる」と語っている通り、本作は歴としたギャグ漫画であるが、持ち込みの段階ではラブコメディになる予定があった。また、本作は盛り上げる場面に大ゴマが多用されているのが特徴である。

## あらすじ
お嬢様のましろは金の力で働かずに、食べて、寝て、遊んで暮らすニートのような生活を送っていた。身の回りの世話をしてくれる家政婦の銀崎と、家に臨時でやってくる豆田も巻き込んで、ましろお嬢様の日常は毎日が嵐のように過ぎ去っていく。そして、ましろお嬢様は特に何も変わらないのであった。

## 登場人物
ましろ
本作の主人公。銀崎からは「お嬢様」と呼ばれている。優雅な邸宅に一人で住むお金持ちで、重度のオタク。毎日家に引きこもり、欲望の限りを尽くした怠惰な生活を送っている。内外問わず常に布団に包まっており、一見するとロールケーキのような状態でいる。
自堕落な性格から人目を憚らず奇行を繰り返しており、自分の目的のためであれば超人的な動きを見せることもある。実は23歳だが、その行動と見た目からは誤解を受けやすい。
ましろの非人間的な描かれ方は作者によると彼女を話中で動き回らせるために敢えて「人間」や「女の子」としての描写を削っているためであるが、社交パーティーでは慣れない環境に戸惑い初対面の人間に怯えるという様子も見せている。
銀崎（ぎんさき）
ましろの世話をしているメイド服を着た家政婦。23歳。温厚な性格で普段は表情を変えることはないが、度々トラブルを起こすましろには手を焼いており、ましろや豆田がトラブルを起こすとたちまちにましろたちの慄くような表情に一変する。
ましろには彼女の日頃の行いもあり厳しく接しているが、同時に誰よりも彼女のことを案じており、でき得る限りはましろからのリクエストに応えている。
豆田（まめだ）
保育士の男性。23歳。元同級生である銀崎に好意を抱いており、ましろの家には彼女の手伝いとしてたまに顔を覗かせている。
銀崎と同じくましろに手を焼いているが、時として彼女に同調する場面もある。また、銀崎に良い格好を見せようとして奔走するも、空回りしてしまうことが多い。

## 書誌情報
- えきあ 『ファーストクラスニートましろ』 竹書房〈バンブーコミックス〉、全2巻
  1. 2018年6月9日発行（2018年5月26日発売）、ISBN 978-4-8019-6272-9
  2. 2019年2月9日発行（2019年1月26日発売）、ISBN 978-4-8019-6497-6